# Eudócia da Geórgia
Gulcã-Eudócia (em georgiano:  გულქან-ევდოკია) foi uma imperatriz-consorte de Trebizonda, primeira esposa de Manuel III de Trebizonda. Seu nome original era Gulcã Catum ("senhora Gulcã") e Eudócia, seu nome cristão adotado após o casamento.

## Família
Gulcã era filha de David IX da Geórgia e sua esposa Sinductar Jaqeli e irmã de Pancrácio V da Geórgia. Seu avô paterno era Jorge V da Geórgia de uma esposa de nome desconhecido. As "Crônicas Georgianas", do século XVIII, relatam seu casamento com uma filha do "imperador grego, senhor Miguel Comneno". Porém, a dinastia reinante na ocasião no Império Bizantino era a dos Paleólogos e não a dos Comnenos. O casamento de uma filha de Miguel IX Paleólogo e sua esposa, Rita da Armênia, com um monarca georgiano não aparece nas fontes bizantinas. Nada se sabe também sobre alguma filha ilegítima de Miguel IX. Porém, os Comnenos governavam o Império de Trebizonda e um Miguel Comneno foi imperador ali entre 1344 e 1349. Sua esposa era Acropolitissa e a única filha dos dois, segundo as fontes primárias foi João III de Trebizonda.
O avô materno de Gulcã era Qvarqvare II Jaqeli, príncipe reinante (eristavi) de Mesquécia.

## Casamento
Gulcã foi primeiro prometida ou casada com Andrônico de Trebizonda, um filho ilegítimo de Aleixo III. Em 14 de março de 1376, Andrônico caiu de uma janela no palácio imperial e morreu em seguida. De acordo com Miguel Panareto, apenas sua mãe e a imperatriz-mãe participaram do funeral e o noivado foi transferido para Manuel III de Trebizonda, que Panareto descreve como um filho "jovem, adequado e legítimo" do imperador. Detalhes como este levaram os historiadores a suspeitarem do incidente. A "Europäische Stammtafeln: Stammtafeln zur Geschichte der Europäischen Staaten" (1978), de Detlev Schwennicke, relata que ele teria sido atirado de uma torre.
Panareto apresenta também a cronologia do casamento de Gulcã. O acordo marital foi negociado com ela ainda no Reino da Geórgia e ela só deixou o reino do pai para se encontrar o grupo imperial em Macragialos em 15 de agosto de 1377. Juntos, o grupo chegou em Trebizonda num domingo, 30 de agosto. Em 5 de setembro, Gulcã foi coroada imperatriz e adotou o nome cristão de Eudócia, casando-se com Manuel no dia seguinte pelo metropolita de Trebizonda, Teodósio. As festividades duraram uma semana.
O único filho conhecido dos dois reinou como Aleixo IV de Trebizonda.

## Imperatriz
Em 20 de março de 1390, Aleixo III morreu e Manuel III o sucedeu, com Eudócia como imperatriz-consorte. Mas seu reinado foi curto, terminando com sua própria morte em 2 de maio de 1395. Manuel se casou novamente com Ana Filantropena.